# Augustus Louis Chetlain
Augustus Louis Chetlain (26 décembre 1824 - 15 mars 1914) est un soldat de l'armée des États-Unis, premier homme de l'Illinois à s'engager volontairement à l'éclatement de la guerre de Sécession. Il sert comme général de l'armée de l'Union.

## Avant la guerre
Chetlain naît à Saint Louis, Missouri. Ses parents sont suisses, et ils sont venus aux États-Unis en provenance du Canada. Enfant, il part pour Galena, Illinois. Il étudie dans les écoles locales à Galena, et devient plus tard employé. En 1852, il commence une carrière dans les affaires, et en 1859, il devient riche. Il vend son entreprise aux États-Unis et voyage en Europe. À son retour, Chetlain participe à la campagne présidentielle américaine de 1860.

## Guerre de Sécession
Lorsque la guerre de Sécession commence en 1861, Chetlain choisit de suivre la cause de l'Union. Il est réputé être le premier homme de l'Illinois à s'engager pendant la guerre de Sécession. Le 16 avril, il fait partie d'une réunion tenue à Galena pour lever une compagnie de volontaires, et avec Ulysses S. Grant joue un rôle important dans sa création. Lorsque Grant refuse le poste (et sur sa suggestion) Chetlain est élu en tant que capitaine de la compagnie. À Springfield à la fin de avril, le 12th Illinois Infantry est organisé, la compagnie de Chetlain en faisant partie.Le 2 mai, il entre dans l'armée de l'Union en tant que capitaine du 12th Illinois, et le lendemain, il est élu lieutenant-colonel du régiment.
Peu de temps après le 12th Illinois reçoit l'ordre de partir pour Cairo, et en septembre de la même année, il fait partie de la force utilisée par Grant pour l'expédition contre et la capture de Paducah. Puis Chetlain commande Smithland, dans le Kentucky, où il construit des fortifications pour défendre une partie de la rivière Cumberland. En janvier 1862, il rejoint son régiment, et le dirige au cours de l'expédition de la rivière Tennessee, participe à la capture de fort Henry, le 6 février, et mène son commandement lors de la bataille de Fort Donelson entre le 12 et le 16 février.

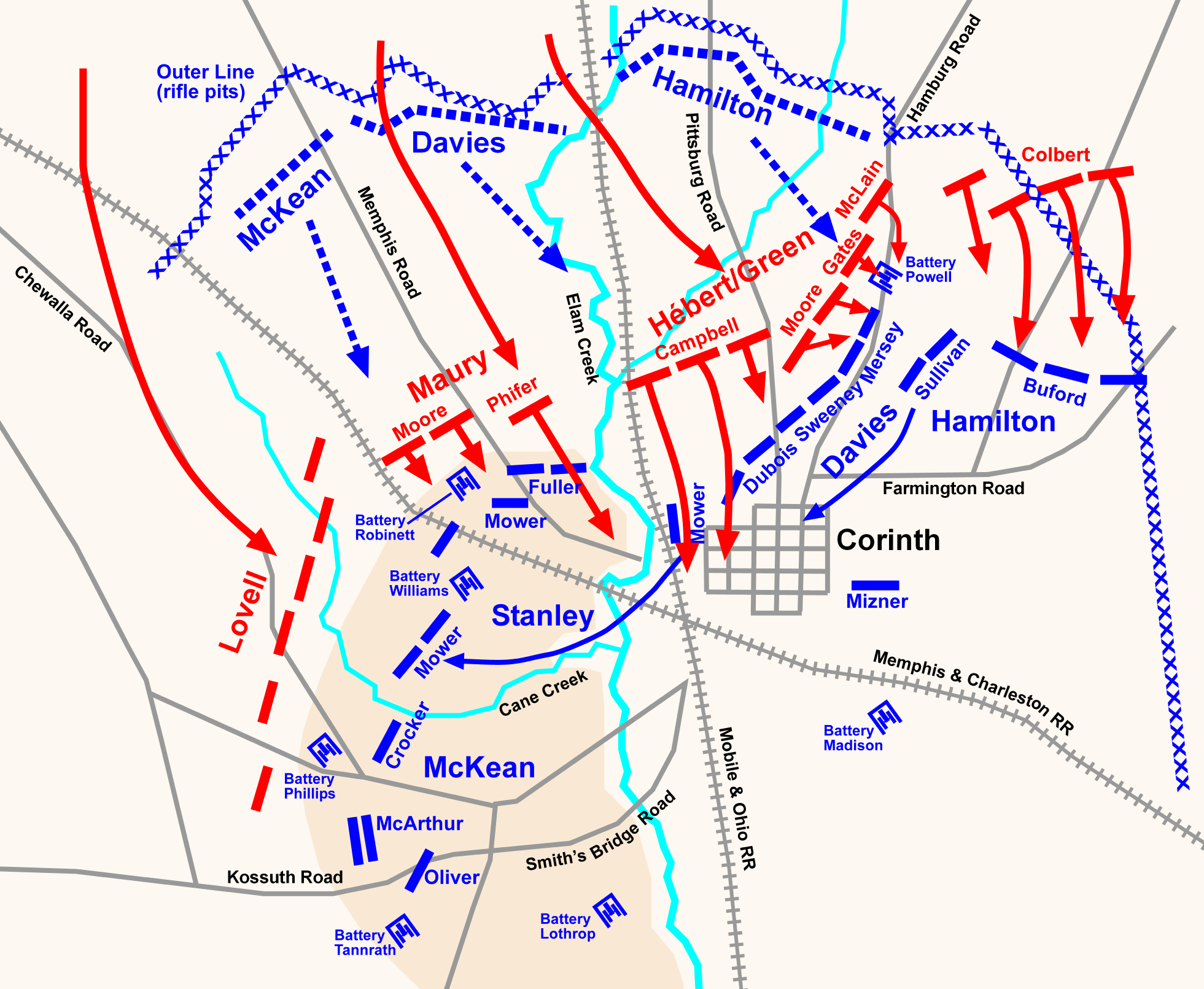
Bataille de Corinth, actions des 3 et 4 octobre 1862

Le 6 avril 1862, Chetlain conduit son régiment avec distinction, lors de la bataille de Shiloh. Dans le combat, il perd environ un quart de ses hommes, et Chetlain est grièvement blessé à la fois au visage et à la poitrine. Le 27 avril 1862, il est promu colonel pour acte de bravoure au cours de l'action à fort Donelson. En mai,  son commandement participe au siège de Corinth, puis à la bataille les 3 et 4 octobre, au cours de laquelle Chetlain est de nouveau très apprécié pour sa performance.
Chetlain reçoit ensuite le commandement de Corinth, Mississippi, où il commence à organiser et former des soldats noirs pour l'armée de l'Union. Cette mission dure jusqu'en mai 1863, et le 18 décembre, il est promu brigadier général. Sur l'avis de Grant, Chetlain reçoit la tâche de lever des troupes noires dans le Tennessee et le Kentucky, son quartier général étant situé à Memphis. En octobre 1864, il forme une force d'environ 17 000 hommes qui sont « bien armés, entraînés, et disciplinés ».
Le 18 juin 1865, Chetlain est breveté major général. Entre 1865 et 1866, il commande à Memphis, puis à Talladega, Alabama. Le 26 janvier 1866, Chetlain quitte le service actif de l'armée de l'Union. Sa performance pendant la guerre est décrite comme suit :

« Le général Chetlain, tout au long de sa carrière militaire variée, avait l'ardeur militaire et l'amour pour la profession des armes. Il s'est montré un commandant courageux dans l'action, un organisateur accompli, un adepte de la disciple et tacticien excellent, et possédait un haut niveau de capacité administrative. »

## Après la guerre
Après la guerre de Sécession, Chetlain est contrôleur du fisc pour le district de l'Utah de 1867-69. De 1869-72, il est consul des États-Unis à Bruxelles. En 1872, il s'établit dans le secteur bancaire à Chicago et aussi en tant que courtier en bourse. Il est président de la Home National Bank, organisateur de la banque industrielle de Chicago, directeur du Chicago Stock Exchange, et membre du conseil d'administration de l'Éducation. Il est également un mécène actif. Il est influent dans l'ordre militaire de la légion loyale et de la grande armée de la république pendant de nombreuses années. En 1893, il écrit Recollections of Seventy Years. Il meurt le 15 mars 1914 à Chicago. Il est enterré dans le cimetière de Greenwood, de Galena.